# 小行星24265
小行星24265（24265 Banthonytwarog）是一颗绕太阳运转的小行星，为主小行星带小行星。该小行星于1999年12月13日发现。

## 轨道参数
小行星24265的轨道半长轴为2.1724931 UA，离心率为0.178。